# تپوری
- قوم تپوری قومی باستانی که در شمال ایران، سرزمین ماد، قومس، ری و هیرکانیا سکونت داشتند.
- قوم تپورئی قومی باستانی در منطقه سکستان.
- تپولی قومی سلتی تبار در کشور پرتغال و اسپانیا.
- قوم تور قومی سکایی تبار در روسیه.
- قوم تیپار قومی باستانی در شمال ایران.
- قوم تیبارین قومی باستانی در شمال ایران که در همسایگی قوم مار سکونت داشتند.
- تپورستان نام قدیم سرزمین طبرستان و مازندران.
- ساتراپ تپوری یکی از ساتراپ های زمان اسکندر مقدونی بوده که سرزمین امارد نیز به آن ضمیمه شده بود.
- کوه های تپوری نام کوه های جنوبی دریای هیرکانی.
- مردم تبری قومی ساکن در شمال ایران.
- زبان تبری زبانی که در شمال ایران گویش می‌شود و با نام مازندرانی شناخته می‌شود.
- رودخانه تیفوری رودخانه ای در سرزمین گرگان قدیم.